# Artocarpus rigidus
Artocarpus rigidus är en mullbärsväxtart som beskrevs av Carl Ludwig von Blume. Artocarpus rigidus ingår i släktet Artocarpus och familjen mullbärsväxter. Inga underarter finns listade i Catalogue of Life.